# Dibrowa (przystanek kolejowy w obwodzie iwanofrankiwskim)
Dibrowa (ukr. Діброва, ros. Диброва) – przystanek kolejowy w pobliżu miejscowości Markowce, w rejonie iwanofrankiwskim, w obwodzie iwanofrankiwskim, na Ukrainie. Położony jest na linii Lwów – Czerniowce.